# 롤스로이스 스펙터
롤스로이스 스펙터는 롤스로이스 자동차가 생산하는 스포츠카이며, 롤스로이스 최초의 전기차이다. 롤스로이스 던 이후 간만에 나오는 롤스로이스의 스포츠카이다.